# Gardedeuil
Gardedeuil, ou Gardedeuilh en graphie locale, est une ancienne commune française du département de la Dordogne, fusionnée en 1827 avec Eygurande pour former la commune d'Eygurande-et-Gardedeuil.

## Géographie
Le hameau de Gardedeuil se trouve en forêt de la Double, à l'extrême ouest du département de la Dordogne, à proximité de la route départementale 40, à environ deux kilomètres au nord du bourg d'Eygurande-et-Gardedeuil.

## Toponymie
Le nom de Gardedeuil, lié à son prieuré, apparaît dès 1099 dans le cartulaire de l'abbaye de Baigne sous la forme Sanctus Leonardus de Gardadel. Au XVIe siècle, il est nommé sous l'appellation « Prieuré de Gardadels ».
L'étymologie de Gardedeuilh dérive probablement de l'occitan garda signifiant « tour de garde » suivi de del(s), forme ancienne correspondant à « dieu ».

## Histoire
Dès le XIe siècle, le lieu est connu par son prieuré dédié à saint Léonard.
En 1827, la commune de Gardedeuil fusionne avec celle d'Eygurande, la nouvelle commune prenant le nom d'Eygurande-et-Gardedeuil.

## Politique et administration

### Rattachements administratifs et électoraux
Dès 1790, la commune de Gardedeuil est rattachée au canton de Monpont qui dépend du district de Mussidan jusqu'en 1795, date de suppression des districts. En 1801, ce canton, orthographié « Monpon » puis ultérieurement « Monpont », dépend de l'arrondissement de Ribérac.

### Liste des maires
| Période                                  | Période | Identité               | Étiquette | Qualité |
| ---------------------------------------- | ------- | ---------------------- | --------- | ------- |
| Les données manquantes sont à compléter. |         |                        |           |         |
| 1792                                     | 1800    | Rappet (aîné)          |           |         |
| 1800                                     | 1806    | Guillaume Lavilles     |           |         |
| 1806                                     | 1816    | Henri de Rappet (aîné) |           |         |
| 1816                                     | 1819    | Guillaume Henry Durand |           |         |
| 1819                                     | 1821    | Pierre Laville         |           |         |
| 1822                                     | 1827    | Pierre Blaizat         |           |         |

## Démographie
| 1793 | 1800 | 1806 | 1821 |
| ---- | ---- | ---- | ---- |
| 211  | 188  | 204  | 189  |

## Lieux et monuments
- Chapelle Notre-Dame-des-Victoires[5].